# Ecolines
Ecolines ist ein Verkehrsunternehmen im Baltikum. Das Unternehmen bietet internationale Fernbuslinien in 18 Länder Europas und rund 200 Städten an. Das Unternehmen agiert dabei als Fernbusverbund mehrerer Unternehmen.
Das Unternehmen wirbt mit großer Erfahrung im Busverkehr und hat nach eigenen Aussagen über 200 Mitarbeiter und über 1500 Verkaufsagenturen.

## Geschichte
Das Unternehmen wurde 1993 als Norma-A gegründet. Die ersten Linien waren Riga – Moskau und Riga – Kiew. Seit 1997 wird der Name Ecolines verwendet. Inzwischen ist Ecolines ein Zusammenschluss verschiedener europäischer Busunternehmen. Die unter dem Namen Ecolines fahrenden Unternehmen stammen aus Litauen, Russland, Belgien, der Ukraine und den Niederlanden. So wurde ein Netz aufgebaut, welches von Paris bis Moskau und Tallinn bis Athen reicht.

## Ausführende Unternehmen

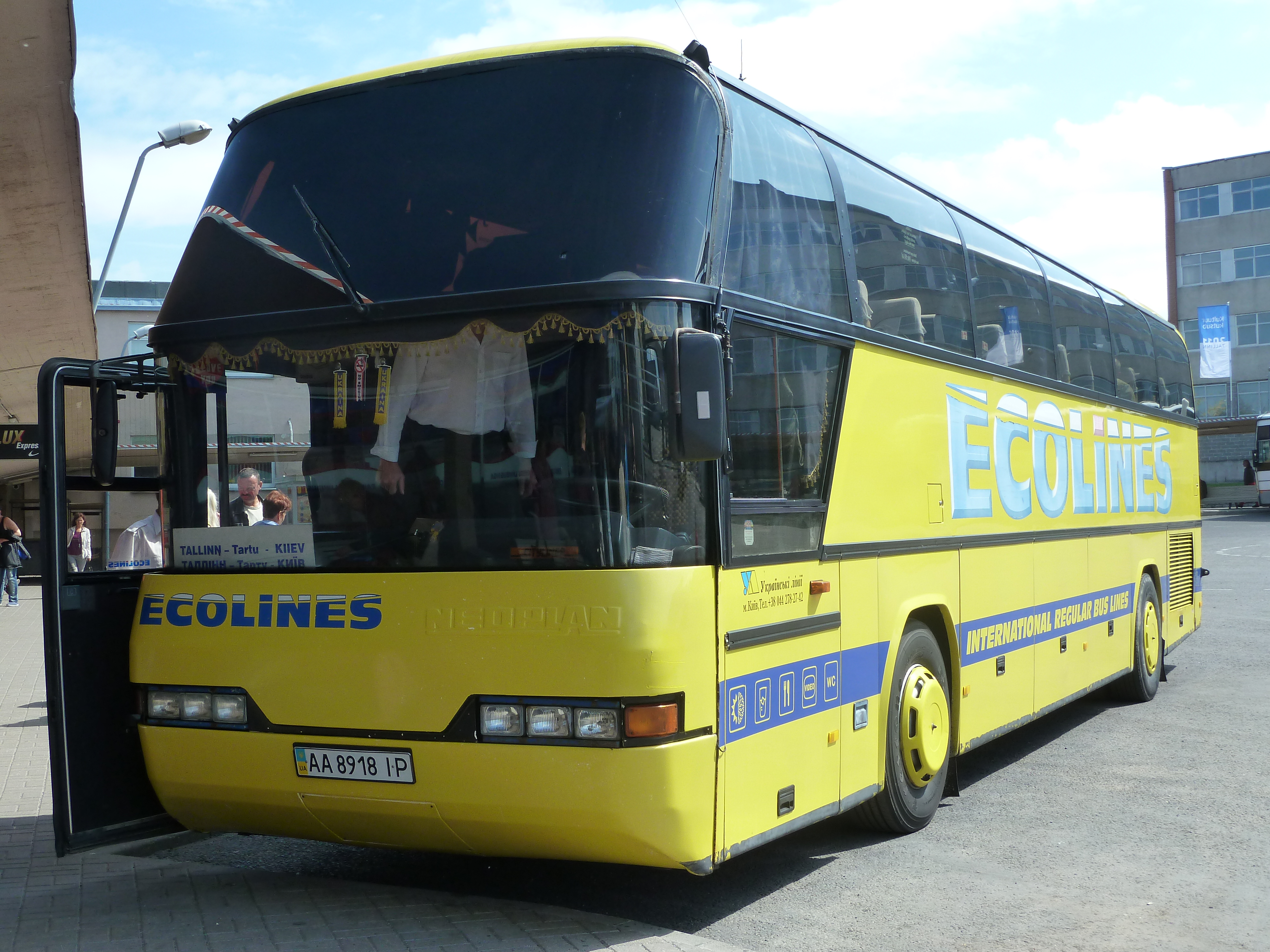
Ecolines (Ukrainskie Linii) in Estland

- Amron,  Russland
- Arda Tur,  Belarus
- Autolux,  Rumänien
- AvtoLux,  Ukraine
- Avtobus-Tur,  Belarus
- Elbrus-Trans,  Ukraine
- Norma-A,  Lettland
  - Ecolines Bulgaria,  Bulgarien
  - Ecolines Estonia,  Estland
  - Ecolines Polska,  Polen
- Group Plus,  Belarus
- Transinesta,  Litauen
- Ukrlines,  Ukraine

### Nicht mehr für Ecolines tätig
- Abildskou,  Dänemark (zu Berlin Linien Bus gewechselt, inzwischen bei Flixbus)
- Grup Plus,  Bulgarien
- Klaipėdos autobusų parkas,  Litauen
- Minsktrans,  Belarus
- Pinskiy AP,  Belarus
- Ukrainskie Linii,  Ukraine